# Zachary Browne
Pour les articles homonymes, voir Browne.
Zachary Browne est un acteur américain né le 28 mars 1985 à Sacramento, Californie (États-Unis).

## Filmographie
- 1993 : To Sleep with a Vampire : Daniel
- 1993 : Le Berceau vide (Empty Cradle) (TV) : Sam
- 1995 : Le Maître des lieux (Man of the House) : Norman Bronski (Dark Eagle)
- 1996 : Un flic dans la mafia (Wiseguy) (TV) : Alex Callendar
- 1998 : Le Réveil de Horton (Waking Up Horton) : Mark
- 1998 : Une famille à l'essai (Family Plan) : Eli Mackenzie
- 1999 : Complot génétique (The Darwin Conspiracy) (TV) : Judd Reynolds
- 1999 : Shiloh II (Shiloh 2: Shiloh Season) : Marty Preston